# Negayan ancha
Negayan ancha là một loài nhện trong họ Anyphaenidae.
Loài này thuộc chi Negayan. Negayan ancha được miêu tả năm 2005 bởi Lopardo.